# 콘스탄티노폴리스 세계 총대주교청
콘스탄티노폴리스 세계 총대주교청(그리스어: Οἰκουμενικὸν Πατριαρχεῖον Κωνσταντινουπόλεως)은 동방 정교회의 14개 독립 교회 가운데 하나이다. 튀르키예에서는 로마 정교회 총대주교청(튀르키예어: Rum Ortodoks Patrikhanesi)이라고 부른다.
현재 수장(首長)은 콘스탄티노폴리스 세계 총대주교 바르톨로메오스 1세이다.
콘스탄티노폴리스는 옛 동로마 제국의 수도라는 역사적 위치와 오늘날 대다수 정교회들의 어머니 교회로서의 역할 때문에 동방 정교회에서 특별히 명예로운 위치를 차지하고 있으며, 전세계 동방 정교회 수석 주교들 중에서 동등한 가운데 첫 번째(Primus inter pares) 위치를 누리며 전세계 3억 명의 동방 정교회 신자들의 대표자이자 영적 지도자로 널리 존중받는 세계 총대주교의 주교좌 역할을 맡고 있다.
세계 총대주교청은 기독교 신앙을 전파하고 동방 정교회 교리를 수호한다. 그리고 세계 총대주교들은 교회 일치 운동과 종교 간 대화, 구호 활동, 정교회 전통 수호에 관여한다. 21세기 세계 총대주교청의 주요 쟁점 사안으로는 중동에 있는 정교회 신자들의 안전과 동방 정교회와 로마 가톨릭교회의 화해, 1971년 튀르키예 정부에 의해 폐교된 할키 신학교 재개교 등이 있다.

## 그리스도의 위대한 교회

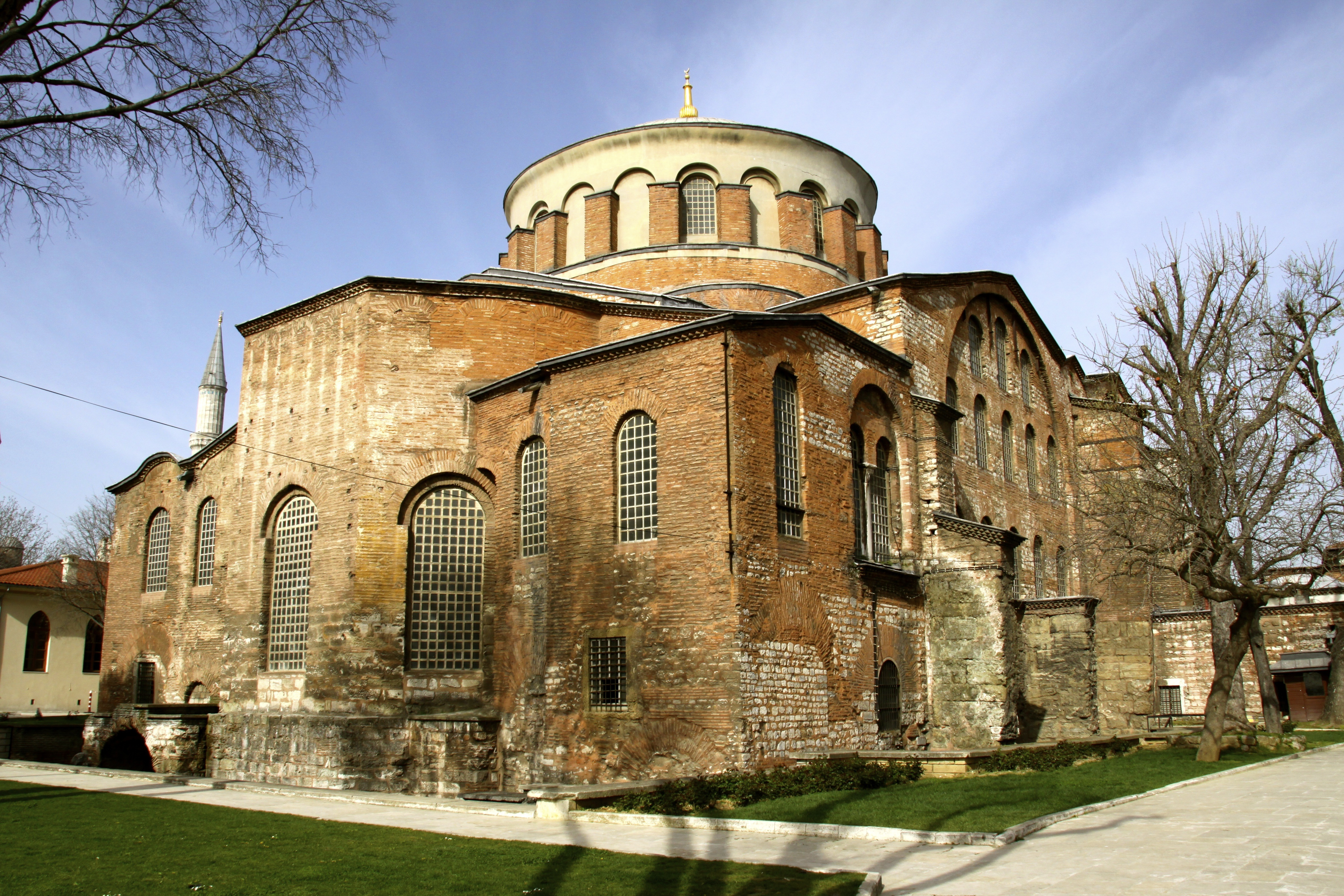
360년 하기아 소피아 성당이 완공되기 전까지 총대주교좌 성당이었던 하기아 이레네 성당

동로마의 기독교는 1세기부터 존재했는데, 330년 로마 황제 콘스탄티누스 대제가 자신의 거처를 당시 그리스의 작은 마을에 지나지 않았던 비잔티움으로 옮기면서 새 로마라고 이름을 붙였다. 이 때부터 비잔티움 교회의 중요성이 커지면서 비잔티움 주교의 영향력도 함께 커졌다.
제국의 수도 천도 이전에 비잔티움의 주교는 헤라클레아 수도 대주교의 권위 아래 예속되어 있었지만, 4세기 초에 독립했으며 심지어 오늘날의 그리스, 소아시아, 폰토스, 트라키아 등지에 권위를 행사하기까지 했다. 교계제도가 발전하면서 콘스탄티노폴리스의 주교는 수도 대주교보다 더 높은 수좌 주교로 격상되었다. 콘스탄티노폴리스는 381년 제1차 콘스탄티노폴리스 공의회에서 로마와 알렉산드리아, 안티오키아에 이어 네 번째로 총대주교좌로 설정되었다.
콘스탄티노폴리스 교회는 로마 제국의 중심지에 있는 교회로서 매우 중요한 위치에 있었기 때문에 콘스탄티노폴리스 교회의 직접적인 관할권 밖에 있는 여러 교회들에 관한 문제들, 특히 황제의 개입이 필요했던 문제들이 논의되었다. 총대주교는 자연스럽게 황제와 콘스탄티노폴리스를 방문한 주교들 간의 연락책이 되었으며, 이에 따라 총대주교의 위치는 특히 동방 교회 전체를 일치시키는데 관여하는 위치가 되었다.
결국 콘스탄티노폴리스 교회의 안건들은 총대주교 혼자가 아니라 콘스탄티노폴리스를 방문하는 주교들까지 포함된 범 정교회 시노드(ενδημουσα συνοδος)에서 처리했다. 이 범정교회 시노드는 총대주교청의 안건들을 다루는 것 뿐만 아니라 로마 제국의 동부에 있는 교회 전체와 관련된 사안들을 다루었다.
그리하여 총대주교는 ‘세계 총대주교’라는 직함을 갖게 됐는데, 이는 다른 주교들을 총괄하는 의미라기보다는 제국(oikoumeni)의 중심부에 있는 총대주교의 지위를 나타내는 것이라고 할 수 있다.

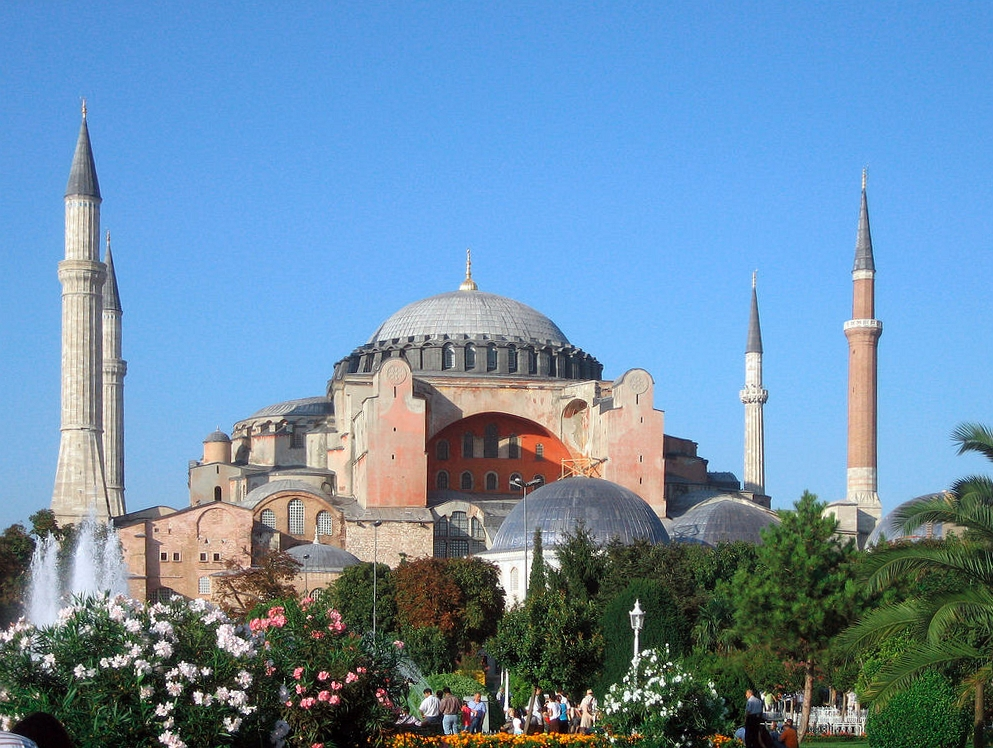
1453년까지 총대주교좌 성당이었던 하기아 소피아

로마 제국이 안정화되고 성장하면서 제국의 수도에 있는 총대주교청의 영향력도 날로 증대하였다. 총대주교청의 영향력은 정교회의 교회법에 명시된 바대로 다른 고대 총대주교들을 훨씬 뛰어넘을 정도로 커지게 되었다. 381년 제1차 콘스탄티노폴리스 공의회의 교령 제3조는 “콘스탄티노폴리스의 주교는 로마의 주교 다음으로 영예의 특권들을 소유한다. 콘스탄티노폴리스는 새 로마이기 때문이다.”라고 선언함으로써 영예로운 지위를 부여했다. 451년 칼케돈 공의회의 교령 제28조에는 동로마 제국 외의 영토 전체 등 다양하게 해석될 수 있는 야만인 지역까지 콘스탄티노폴리스 총대주교청의 관할권을 확장한다고 명시해 논란이 되었다. 이 공의회는 알렉산드리아 총대주교청의 분열을 초래했다.
어쨌든 천 년 가까이 콘스탄티노폴리스 총대주교는 동로마 제국의 교회와 제국의 북쪽 국경의 많은 주민들을 대상으로 한 선교 활동을 관할했다. 콘스탄티노폴리스의 하기아 소피아 대성당은 동방 기독교 세계의 중심지가 되었다.
세계 총대주교청은 ‘그리스도의 위대한 교회’(Μεγάλης τοῦ Χριστοῦ ᾽Εκκλησίας)라고 불리게 되었고, 교회와 정부 내지는 국가와의 관계 또는 전례 문제 등과 관련하여 동방 교회의 모범이자 기준이 되었다.

### 세계 총대주교청의 특권들
교회 역사와 교회법, 교회 전통에 따라 세계 총대주교청은 다른 독립 교회들은 갖고 있지 않은 특권(特權)들을 부여받았다. 그의 특권들은 오늘날 보편적으로 인정되는 것은 아니지만, 역사적으로 교회 문헌 등에 선례가 많다. 아래 목록은 전부는 아니지만 이러한 특권들과 그에 대한 참조 사항을 나열한 것이다.
- 옛 로마와 동등한 특권 (칼케돈 공의회 교령 제28조, 퀴니섹스툼 공의회 교령 제36조)
- 성직자들 사이에 분쟁이 발생하여 이를 중재해 달라는 청원을 받을 경우 청취할 권리 (칼케돈 공의회 교령 제9조와 제17조)
- 교회 관할권으로 지정된 영역 외의 주교를 서품할 권리 (칼케돈 공의회 교령 제28조)
- 다른 총대주교청들의 영역에 직속 수도원을 설립할 권리 (동로마 제국법 입문서)

## 성화상 논쟁과 신경 정식 논쟁
8세기와 9세기에 성상 파괴 운동이 일어나 제국 전역에 심각한 정치적 불안을 야기했다. 726년 황제 레온 3세는 성화상 사용을 우상 숭배라 하여 금지하는 법령을 공표하여 근위대를 시켜 황궁 정문에 걸려 있던 그리스도의 성화를 철거하라는 명령을 내렸는데, 이는 시민들의 거센 반대에 부딪쳤다. 754년 콘스탄티노스 5세가 소집한 교회회의에서는 전례 때 성화상을 사용하는 것을 금지해 많은 교회 유산들이 파괴되거나 불태워졌다. 780년 콘스탄티노스 5세의 아들 레온 4세가 사망한 후, 여제로 즉위한 이리니는 787년 제2차 니케아 공의회를 통해 성화상 공경을 전면 재허용하였다.
성화상 논쟁은 9세기 초에 재발하여 843년 테오도라 황후가 성화상 공경을 다시 회복함으로써 성화상 투쟁에 종지부를 찍었다. 이러한 논쟁은 서방 교회와 동방 교회의 관계 악화를 가져오기도 했다.
9세기 중반에 두 교회는 또 대립했다. 바로 필리오케 문제이다. 동로마 황제 미하일 3세를 섭정하던 바르다스가 자신의 부도덕성을 비난한 콘스탄티노폴리스 총대주교 이그나티오스를 강제 사퇴시키고 친구인 포티오스를 콘스탄티노폴리스 총대주교로 임명했다. 그런데 이냐시오스가 사퇴를 거부하자, 포티오스는 교황 니콜라오 1세에게 자신을 지지해 달라고 요청했다. 하지만 동방 교회에까지 교황권을 강화하고 싶었던 교황 니콜라오 1세는 863년에 로마 시노드를 열어 포티오스를 파문했다.
그 당시 교황 니콜라오 1세는 니케아-콘스탄티노폴리스 신경에 ‘Filioque’(성자로부터도)라는 문구를 첨가한 신경 정식을 동방 교회 지역에까지 확산시키고 있었다. 따라서 포티오스는 동방 교회가 이단 사상으로 생각한 내용을 유포하는 것을 빌미로 867년에 콘스탄티노폴리스 시노드를 개최하여 교황 니콜라오 1세를 파문했다. 하지만 같은 해에 동로마 황제에 즉위한 바실리오스 1세는 서유럽에까지 권력을 행사할 목적으로 서방 교회와의 관계를 개선하고자 포티오스를 해임했으며, 869~870년에 개최된 제4차 콘스탄티노폴리스 공의회는 포티오스를 파문했다.
877년에 이그나티오스 총대주교가 안식하자, 유배 시절에 황실과 친분을 쌓았던 포티오스는 다시 총대주교에 복직되었다. 특히 사라센인들의 침략으로 동로마 제국의 도움이 절실했던 교황 요한 8세는 포티오스의 총대주교직을 승인했다. 포티오스는 879~880년에 콘스탄티노폴리스 시노드를 개최하여 제4차 콘스탄티노폴리스 공의회가 결의한 내용을 부인했다. 동로마 제국의 도움이 절실했던 서방 교회는 이러한 조처를 묵인했지만, 두 교회 사이에 감정의 골은 더 깊어졌다.

## 1054년 교회 대분열
10~11세기에 노르만족은 동로마 제국의 영토였던 이탈리아 남부와 시칠리아 섬으로 이주했다. 동로마 황제 콘스탄티노스 9세는 교황과 동맹을 맺고 이 지역을 탈환하려 했다. 이에 교황 레오 9세는 1053년에 직접 군대를 이끌고 전쟁에 참여했으나 대패했다.
하지만 콘스탄티노폴리스 총대주교 미카엘 케룰라리오스는 이 동맹을 빌미로 교황권이 동방 교회에까지 확대될 것을 걱정하여 서방 교회와 대립하기 시작했다. 케룰라리오스 총대주교는 과거 성화상 논쟁과 필리오케 논쟁 뿐만 아니라, 모든 사제의 독신 의무화와 누룩 없는 빵을 제병으로 사용하는 것, 부활절 전례력의 차이 등 다양한 서방 교회 관습을 열거하면서 서방 교회를 비판했고, 동방 교회 지역에서 서방 전례를 따르는 성당과 수도원을 폐쇄시켰다. 그는 트라니의 주교 요한에게 보낸 편지에서 누룩 없는 빵을 제병으로 사용하는 서방의 관습을 유대교적 관습이라면서 공격했다. 요한 주교는 이 편지를 교황을 포함하여 서방의 모든 주교에게도 보냈다. 요한은 즉각 이 편지를 실비아 칸디아의 주교급 추기경인 훔베르트 추기경에게 전달했고, 훔베르트는 이 편지를 라틴어로 번역해서 교황에게 전했다. 교황은 편지에서 각 지적사항에 대해 조목조목 반박하고 교황의 수위권을 옹호하는 호교론적 내용을 작성하라고 지시했다.
교황 레오 9세는 1054년에 훔베르트 추기경을 단장으로 해서 교황 사절단을 콘스탄티노폴리스로 파견했다. 두 교회의 화해를 위해 황제 콘스탄티노스 9세가 노력했으나, 훔베르토 추기경이 시종일관 교황 수위권을 주장하자 케룰라리오스 총대주교는 교황 사절단을 내쳤다. 이에 격분한 훔베르트 추기경은 1054년 7월 16일에 총대주교를 파문하는 교서를 하기아 소피아 성당 제대 위에 놓고 로마로 돌아갔으며, 이에 케룰라리오스 총대주교도 교황 사절단을 파문했다. 이로써 동서 교회는 갈라졌다. 물론 상호 파문교서에는 허점이 있었다. 교황 레오 9세는 1054년 4월 19일에 선종했고, 후임자인 교황 빅토르 2세는 1055년 4월 13일에 선출되었기 때문에, 1054년 7월 당시 교황좌는 공석이었기 때문이다.

## 1204년 콘스탄티노폴리스 함락과 니케아 망명
자금 부족 때문에 출진하지 못했던 제4차 십자군에게 알렉시오스 4세가 접근해 자신이 제위에 오르도록 도와줄 경우 20만 마르크 지급 등을 약속했다. 20만 마르크라는 미끼에 넘어간 십자군은 카이로가 아닌 콘스탄티노폴리스로 향했다. 제4차 십자군이 콘스탄티노폴리스를 공략해 점령한 덕분에 알렉시오스 4세는 복위했으나 돈이 부족하다며 사례금 지급을 차일피일 미루어 제4차 십자군은 격분했다. 제4차 십자군이 알렉시오스 4세에 항의하여 봉기를 일으키고, 알렉시오스 4세가 암살되는 등 일련의 사건이 벌어지면서 제4차 십자군은 사례금을 전혀 받지 못했다. 결국 1204년 4월 12일 제4차 십자군은 사흘 동안 콘스탄티노폴리스를 약탈했으며, 이 기간 동안 많은 고대 및 중세 로마와 그리스의 예술품들이 약탈되거나 파괴되었다. 십자군으로서의 맹세를 저버린 그들은 파문의 경고에도 아랑곳하지 않고 무자비하고 조직적으로 도시의 거룩한 성소들을 파괴하고 모독하고 가져갈 수 있는 모든 것을 남기지 않고 가져갔다. 제4차 십자군이 콘스탄티노폴리스에서 약탈한 액수의 총 합계는 은화로 약 90만 마르크라고 전해진다. 베네치아인들은 이 중 자신들이 받아야 할 몫이었던 15만 마르크를 가져갔고, 십자군은 5만 마르크를 챙겼다. 남은 액수는 십자군과 베네치아가 공평하게 10만 마르크씩 나누어 가져갔으며, 그 밖에 50만 마르크는 많은 십자군 기사들이 비밀리에 은닉하였다.
이 시기에 가톨릭교회와 정교회의 관계는 가장 최악으로 치달았다. 이 시기에 동방 측이 보복 차원에서 라틴인 학살을 일으키면서 동서 교회 대분열로 인한 동방 교회와 서방 교회의 관계가 더욱 악화되었다.
교황 인노첸시오 3세는 제4차 십자군의 이야기를 듣고 격노하여 십자군을 강력하게 규탄했다.
라틴 제국이 콘스탄티노폴리스에 건국되면서 동로마 난민들은 동로마 제국의 후계 국가들을 건설하기 시작했는데, 그 중 가장 대표적인 것이 알렉시오스 3세의 친척인 테오도로스 라스카리스가 세운 니케아 제국이다.
총대주교청좌는 1261년 미하일 8세 팔레올로고스가 콘스탄티노폴리스를 탈환하기 전까지 니케아에 설치되었다.

## 1453년 콘스탄티노폴리스 함락과 오스만 제국 시대

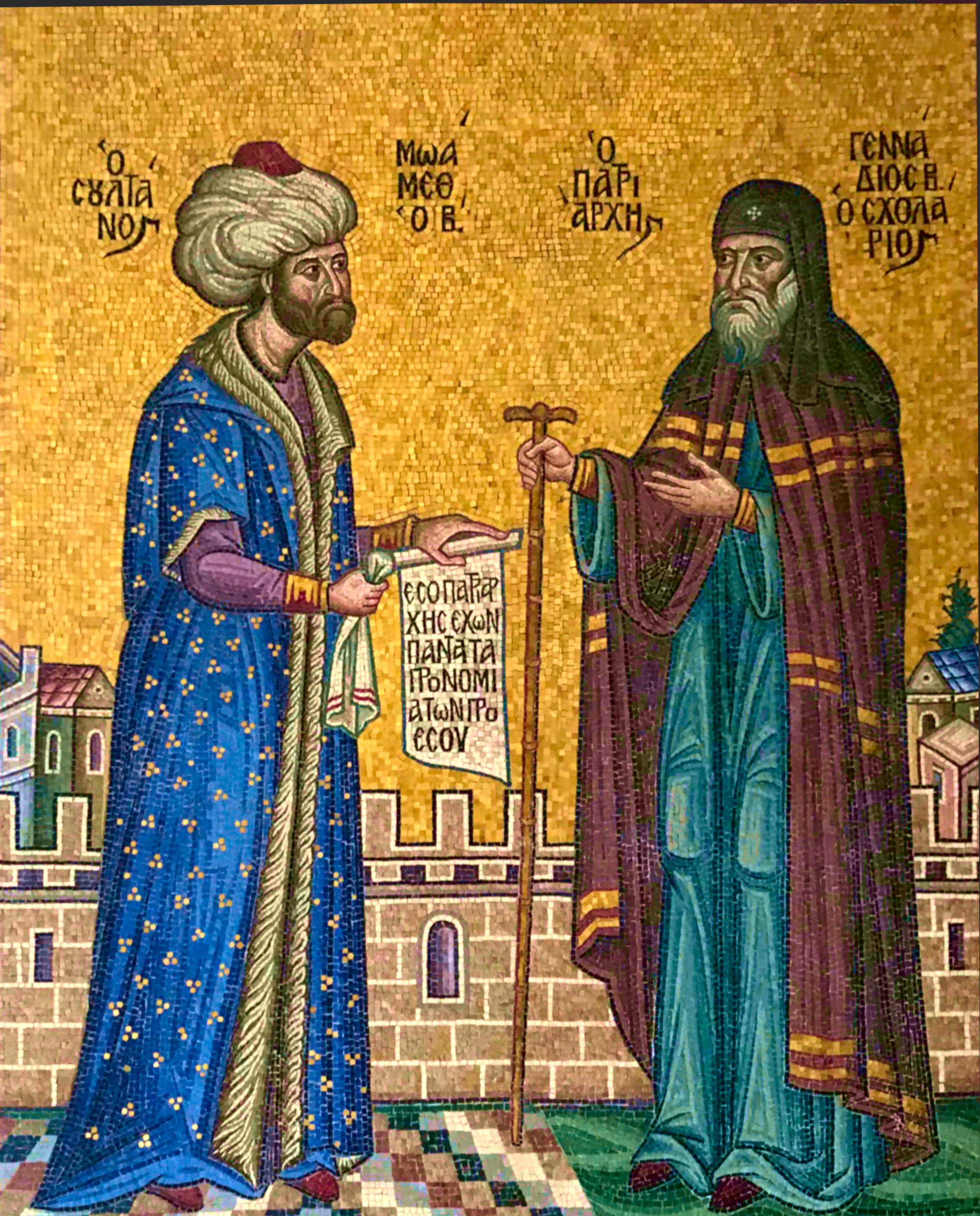
총대주교 겐나디오스와 메흐메트 2세

1453년 오스만 제국이 콘스탄티노폴리스를 점령한 후, 총대주교청은 오스만 제국의 영토에 있는 모든 정교회 신자들에 대해 보다 직접적으로 사목하게 되었다. 메흐메트 2세는 1454년 겐나디오스 2세를 총대주교로 임명하면서 그를 단지 그리스인들 뿐만 아니라 오스만 제국의 모든 정교회 신자의 종교 지도자로 세웠다. 이 시기에 불가리아인과 세르비아인, 알바니아 남부의 알바니아인, 그리스 북부의 그리스인 등의 종교적·행정적·재정적·문화적·법적 관할권은 총대주교청에게 있었다. 다른 총대주교들 중에도 몇 명은 콘스탄티노폴리스에 상시 거주하여 지역 교회 지도부 역할을 하기도 했다. 일부 동양학자들과 역사학자들은 이를 ‘오스만에 의한 평화’(Pax Ottomana 또는 Pax Ottomanica)라고 불렀다.
수세기 동안 세계 총대주교청에 속한 교구 중 하나였다가 1448년에 독립을 선언한 러시아 정교회는 콘스탄티노폴리스 함락 이전 오스만 제국의 침략에 맞서 군사 원조를 받기 위해 교리적인 양보를 한 총대주교청의 대표단이 로마와 일치하는 문서에 서명한 피렌체 공의회의 결정에 반대했다. 하지만 군사 원조는 오지 않았고, 이후 이러한 양보는 총대주교청이 거부했지만 1448년 러시아 교회는 독자적으로 활동하기 시작했다. 1453년 5월 29일 콘스탄티노폴리스가 메흐메트 2세에 의해 함락되면서 일각에서는 모스크바를 제3의 로마라고 부르기도 했다. 141년이 지난 1589년 콘스탄티노폴리스가 러시아 정교회의 독립을 인정하고 총대주교청으로 격상시키면서 러시아 정교회는 고대 총대주교청들에 이어 교회 서열 5위가 되었다. 러시아 정교회는 동방 정교회 세계에서 가장 교세가 큰 교회가 되었다.
오스만 제국의 통치가 약화되면서 세계 총대주교청의 직접적인 관할 아래 있던 여러 정교회들이 독립했다. 이들 교회는 보편적인 인정 없이 스스로 독립을 선언했으나 나중에 콘스탄티노폴리스의 축복을 받았다. 특히 그리스의 독립으로 19세기에 새로운 독립 교회들이 많이 생겨났다.
1833년 그리스 정교회는 독립을 선언했으며, 이후 1850년에 총대주교청의 승인을 받았다. 1865년 루마니아 정교회는 콘스탄티노폴리스의 반대에도 불구하고 독립을 선언했고, 1885년에 승인을 받았다. 그리스 정교회가 독립하기 1년 전에 세르비아 정교회는 세르비아 정부에 의해 독립 교회로 지명되었으며, 콘스탄티노폴리스는 1869년에 가서야 겨우 인정했다. 1860년 사실상 위대한 교회로부터 분리 독립한 상태였던 불가리아 정교회는 1870년 술탄의 칙령에 따라 정치적으로 불가리아 교구라는 이름으로 독립했지만, 1945년이 되어서야 비로소 세계 총대주교로부터 독립 교회로 인정받았다. 1922년 알바니아 정교회는 독립을 선언하여 1937년에 독립 교회 지위를 인정받았다.
콘스탄티노폴리스의 관할권 아래 있던 지역 교회들 외에도 일부 분쟁 지역의 정교회들도 세계 총대주교청에 의해 독립 교회나 자치 교회 지위를 부여받았다. 1923년에 핀란드 정교회와 에스토니아 사도 정교회가 그랬으며, 1924년에는 폴란드 정교회가, 1998년에는 체코슬로바키아 정교회가 그랬다. 이러한 분쟁의 대부분은 러시아 제국의 영토 확장에 의한 것으로, 모스크바 총대주교청이 정복지의 정교회들을 지배한 경우가 많았다. 이러한 이유로 모스크바 총대주교청은 숫자적으로 가장 큰 정교회 공동체라는 점을 내세워 세계 정교회의 최고 대표이자 영적 지도자로서의 세계 총대주교청의 역할에 대해 종종 이의를 제기하기도 한다.

## 튀르키예 공화국 치하의 총대주교청

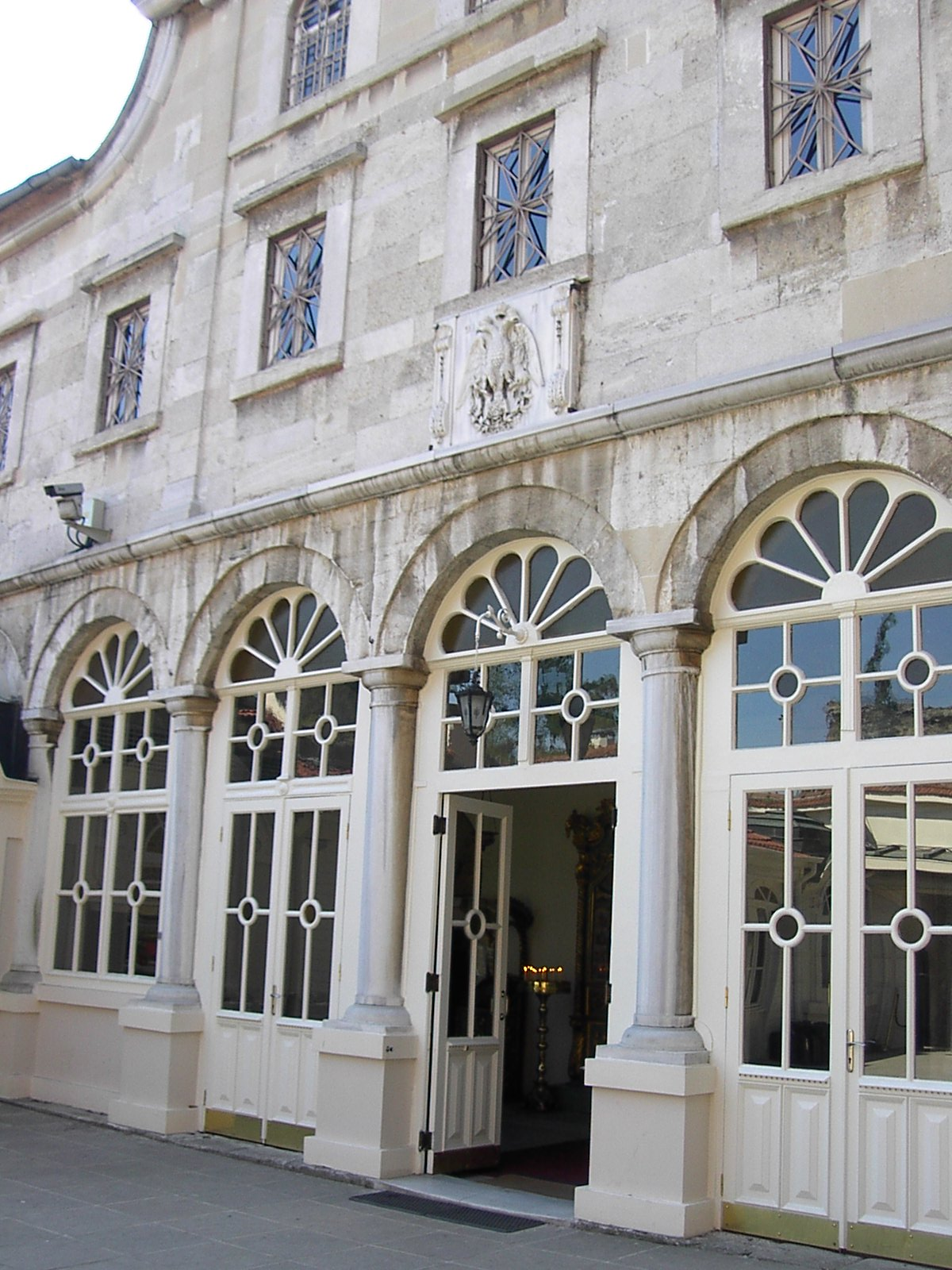
이스탄불 페네르 지구에 있는 성 요르고스 성당

1586년 이후 세계 총대주교청은 이스탄불의 파나르 지구에 있는 성 요르고스 성당에 본부를 두고 있다. 총대주교청의 현재 사목 관할 구역은 본래 구역에서 크게 감소했다. 교회법적으로 총대주교청의 사목 관할 구역은 오늘날 튀르키예 대부분과 그리스 북부, 아토스산, 도데카니사 제도, 크레타를 포함하고 있다. 또한 칼케돈 공의회 교령 제28조에 대한 해석에 따라 콘스탄티노폴리스는 교회법적으로 다른 정교회들의 관할 구역으로 정의된 지역 외의 다른 모든 지역(서반구, 오세아니아, 서유럽, 아시아 등)에 대한 사목 관할권을 주장하기도 한다. 이러한 주장은 튀르키예 정부 뿐만 아니라 해당 지역에 교구를 둔 다른 독립 교회들에서도 이의를 제기하고 있다.
튀르키예에서 정교회의 교세는 작지만, 미국 그리스 정교회 관구 대교구 등 북아메리카 정교회의 대다수(약 3분의 2)가 세계 총대주교청의 관할 아래 있으며, 영국에서도 교세가 크다. 뿐만 아니라 아메리카의 알바니아 정교회와 루신 정교회, 미국 우크라이나 정교회, 캐나다 우크라이나 정교회 등도 세계 총대주교청의 관할 아래 있다. 한국 정교회도 세계 총대주교청의 관할 아래 있다.
총대주교청의 자금 대부분은 총대주교청 소속 교회보다는 그리스 정부에서 오는 액수가 더 많은데, 그 이유는 총대주교청이 소유하고 있던 토지를 그리스에 양도한 협정을 체결했기 때문이다. 그 대가로 총대주교청의 성직자들을 포함한 직원들은 그리스 정부로부터 보수를 받는다.
총대주교청은 정교회들 사이에서의 조정자는 물론 정교회와 다른 기독교 종파 또는 다른 종교와의 관계에 있어서 조력자 역할을 하고 있다. 총대주교청의 이러한 역할은 교회 안에서 때때로 논란이 되어 다른 정교회들과 갈등을 빚기도 한다. 문제는 세계 총대주교청이 정교회들 사이에서 단지 명예상 우선권을 갖고 있는 것인지, 아니면 다른 독립 교회들에 대해 행사할 수 있는 어떤 권위나 특권을 갖고 있는지 여부이다. 이 논쟁은 주로 콘스탄티노폴리스와 교세 측면에서 가장 규모가 큰 정교회이며 특히 콘스탄티노폴리스를 대신하여 스스로 제3의 로마를 자처하며 세계 정교회의 중심지라고 자부하는 모스크바 사이에서 발생한다. 이러한 분쟁으로 때로는 교회 관계가 일시적으로 단절되는 경우도 있었지만, 보통은 그리 오래 가지 않고 다시 화해하여 일치했다.
콘스탄티노폴리스와 오스만 제국은 분쟁이 잦았는데, 대부분 이슬람교에만 주어진 특혜 때문이었다. 세속 공화국인 튀르키예와도 갈등 관계는 여전히 계속되고 있다. 총대주교가 되는 후보들은 비록 모두 튀르키예의 소수 민족인 그리스인이기는 하지만, 튀르키예는 1923년부터 자국 영토에서 태어난 시민권자가 총대주교가 되는 것을 법으로 의무화하고 있다. 국가가 교회 재산을 몰수하고 할키 신학교를 폐쇄하는 것도 총대주교청이 겪고 있는 어려움들이다.

## 행정 조직
총대주교청의 안건은 세계 총대주교가 주재하는 시노드에서 처리한다. 시노드는 4세기 이전부터 존재해 왔으며, 총대주교를 도와 그의 관할 지역의 문제들을 결정한다. 본래 시노드는 총대주교와 지역 주교들 외에도 콘스탄티노폴리스 궁정을 방문한 정교회 주교들도 참석할 수 있었으나 동로마 제국이 멸망한 이후 시노드에 참석할 수 있는 구성원은 총대주교청에 소속된 주교들로 한정되었다.
세계 총대주교청의 교구는 다음과 같이 구성되어 있다.

### 튀르키예
- 새 로마 콘스탄티노폴리 관구 대교구: 총대주교의 교구
  - 칼케돈 수도 대교구
  - 데르코이 수도 대교구
  - 임브로스-테네도스 수도 대교구
  - 프렌스 섬 수도 대교구

### 그리스
크레타 정교회
- 크레타 관구 대교구 (주교좌: 이라클리오)
  - 고르틴-아르카디아 수도 대교구 (주교좌: 모이레스)
  - 레팀노-밀로포타모스 수도 대교구 (주교좌: 레팀노)
  - 키도니아-아포코로나스 수도 대교구 (주교좌: 하니아)
  - 람피-시브리토스-스파키아 수도 대교구 (주교좌: 스필리)
  - 이에라페트라-시티아 수도 대교구 (주교좌: 이에라페트라)
  - 페트라-헤르소니소스 수도 대교구 (주교좌: 네아폴리)
  - 키사모스-셀리노 수도 대교구(주교좌: 키사모스)
  - 아르칼로코리-카스텔리-비안노스 수도 대교구 (주교좌: 아르칼로코리)

## 같이 보기
- 동방 정교회
- 콘스탄티노폴리스 세계 총대주교
- 한국 정교회
- 할키 신학교